# Irský vodní španěl
Irský vodní španěl (anglicky Irish Water Spaniel) je psí plemeno původně pocházející z Irska. Jeho původ je celkem nejasný, existuje hned několik teorií o vzniku plemene. Jedna říká, že irský vodní španěl byl šlechtěn z portugalského vodního psa, protože je mu vzhledově dost podobný, jiná tvrdí, že jeho předchůdci byli Irský setr, Southern Water Spaniel a francouzští lovečtí psi. Dle Mezinárodní kynologické federace je irský vodní španěl zařazen do skupiny VIII. – slídiči, retrívři a vodní psi, sekce 3 – vodní psi, s pracovní zkouškou. Oficiální zkratka pro ČR, pocházející z jeho anglického názvu, je IWS.

## Historie

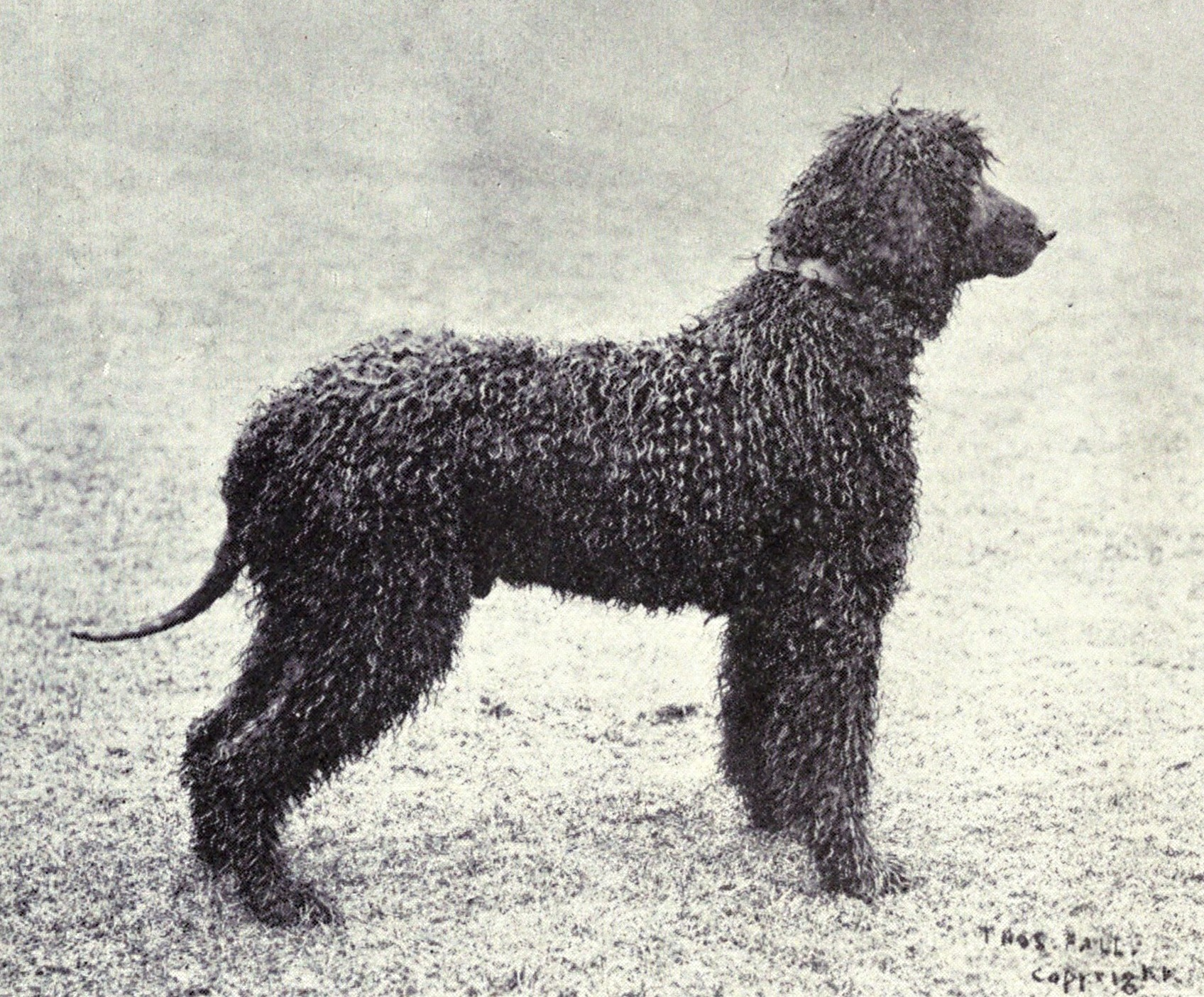
Irský vodní španěl na snímku z roku 1915

Irský vodní španěl je psí plemeno se zajímavou a nejasnou historií. Zhruba od roku 1600 se datují zmínky o používání vodních psů k lovu divoké zvěře. Vodní psi se srstí, která nepropouští vodu, existovali podle záznamů v Irsku již dávno před zavedením brokovnic. Že to byl irský vodní španěl, se můžeme domnívat především díky jeho specifickému znaku, tzv. „krysímu ocasu", který nemá žádné jiné plemeno tohoto typu. To naznačuje, že se jedná o původní irské plemeno. První irský vodní španěl se objevil na výstavě v roce 1862. První chovatelský klub byl založen v roce 1890 a vzápětí byl uznán jako samostatné čistokrevné plemeno. Mezi lovci je ceněný především pro svou schopnost pracovat i v nejtěžším bažinatém terénu, naopak jeho trochu komický vzhled ho u mnohých chovatelů diskvalifikoval a dodnes není příliš rozšířen. V ČR bylo odchováno jen pár jedinců.

## Vzhled
Irský vodní španěl je středně velký pes s pevnou stavbou těla a kudrnatou srstí. Výška v kohoutku je u psů 53–59 cm a 51–56 cm u feny. Hmotnost bývá mezi 22 až 28 kg. Má vysokou a širokou mozkovnu s dlouhou a silnou čenichovou partií. Má silné zuby s nůžkovým skusem, malé, tmavě zbarvené oči mandlového tvaru. Jeho dlouhé, nízko usazené uši přiléhají k lícím. Krk je dlouhý a silný přecházející v sudovitě tvarované tělo s výrazně vyklenutými žebry, krátkým a rovným hřbetem s hlubokými bedry a prostorným hrudníkem. Ocas je u kořene silný a mohutný, u špičky velmi tenký. Srst kudrnatá a tvoří husté, kadeřavé uzlíčky, přirozeně mastné. Zbarvení je tmavě hnědé bez bílých skvrn.

## Povaha a využití
Irský vodní španěl je typický lovecký pes, využívaný zejména pro lov vodní zvěře. Má vynikající čich, takže perfektně dohledává, vystavuje i aportuje. Je vitální, temperamentní, odhodlaný a odvážný. Má stále chuť a energii pracovat a není snadné ho unavit. Miluje vodu a plavání a vůbec všechny možné sportovní aktivity. Je velmi inteligentní a rád se učí nové věci. Svou inteligencí se může rovnat s pudly. Své rodině je věrný a oddaný, je kamarádský a výborný společník. K cizím lidem je rezervovaný, ale není agresivní. Při lovu může však být i ostrý. Irský vodní španěl je i dobrý hlídač, který na vetřelce hlubokým a silným hlasem zaštěká, ale není typickým obranářem a k ochraně majetku tak není příliš vhodný.